# Flagelloscypha crassipilata
Flagelloscypha crassipilata är en svampart som beskrevs av Agerer 2002. Flagelloscypha crassipilata ingår i släktet Flagelloscypha och familjen Niaceae.   Inga underarter finns listade i Catalogue of Life.